# Den kloge lille høne
Den kloge lille høne (engelsk: The Wise Little Hen) er en kort Walt Disney tegnefilm fra 1934. Den er en del af Silly Symphony og er baseret på en gammel russisk fabel. Det er første gang figuren Anders And optræder, dog kun i en birolle.
I denne tegnefilm optræder Anders And som den grådige og selviske nabo til den flinke og kloge lille høne, som flere gange beder Anders og hans ven Øffemand om hjælp til at så og høste.

## Medvirkende (stemmer)
- Florence Gill som Den kloge lille høne
- Clarence Nash som Anders And
- Pinto Colvig som Øffemand

## Tegneserie
Filmen blev omsat til tegneserie af Al Taliaferro og er udgivet to gange på dansk, sidst i et tillæg til ugebladet Anders And & Co. nr. 23, 1994.